# Faculdade Theológica de Campo Grande
É uma organização que oferece diplomas em teologia em Campo Grande, Mato Grosso do Sul.
Tem pólos no interior de MS [carece de fontes?], e prima por uma educação interdisciplinar, dialógica e relacional[carece de fontes?]. Acredita no valor do ser humano enquanto agente transformador da sociedade, em sua missão integral, a de produzir vida.[carece de fontes?]
Não possui reconhecimento pelo MEC, portanto seus diplomas não são juridicamente válidos.